# Vaudreuil-Soulanges
Vaudreuil-Soulanges ist eine regionale Grafschaftsgemeinde (französisch municipalité régionale de comté, MRC) in der kanadischen Provinz Québec.
Sie liegt in der Verwaltungsregion Montérégie und besteht aus 23 untergeordneten Verwaltungseinheiten (acht Städte, zwölf Gemeinden und drei Sprengel). Die MRC wurde am 14. April 1982 gegründet. Der Hauptort ist Vaudreuil-Dorion. Die Einwohnerzahl beträgt 149.349 (Stand: 2016) und die Fläche 855,56 km², was einer Bevölkerungsdichte von 174,6 Einwohnern je km² entspricht.

## Gliederung
Stadt (ville)
- Coteau-du-Lac
- Hudson
- L’Île-Cadieux
- L’Île-Perrot
- Notre-Dame-de-l’Île-Perrot
- Pincourt
- Saint-Lazare
- Vaudreuil-Dorion

Gemeinde (municipalité)
- Les Cèdres
- Les Couteaux
- Rigaud
- Rivière-Beaudette
- Saint-Clet
- Sainte-Marthe
- Saint-Polycarpe
- Sainte-Justine-de-Newton
- Saint-Télesphore
- Saint-Zotique
- Terrasse-Vaudreuil
- Très-Saint-Rédempteur

Dorf (municipalité de village)
- Pointe-des-Cascades
- Pointe-Fortune
- Vaudreuil-sur-le-Lac

## Angrenzende MRC und vergleichbare Gebiete
- Argenteuil
- Deux-Montagnes
- Montreal
- Roussillon
- Beauharnois-Salaberry
- Le Haut-Saint-Laurent
- Stormont, Dundas and Glengarry United Counties, Ontario
- Prescott and Russell United Counties, Ontario